# Антониос Керамопулос
Антониос Керамопулос (на гръцки: Αντώνιος Κεραμόπουλος) е виден гръцки археолог, академик на Атинската академия.

## Биография
Керамопулос е роден в 1870 година в западномакедонското село Влашка Блаца, тогава в Османската империя, днес Власти, Гърция. Учи литература в Атинския университет, а след като завършва специализира в Германия. В 1903 започва работа като нумизмат в Националния музей, а от 1904 година отговаря за антиките в Беотия и Фокида. От 1924 година започва да преподава в Атинския университет, а от 1926 година е редовен член на Атинската академия. По време на окупацията през Втората световна война е директор на агенцията за антиките, а след войната е участник в гръцката делегация на Парижката мирна конференция. Член е на много научни организации в чужбина.
В научната сфера Керамопулос специализира в епиграфските паметници, но има интереси и в скулптурата, нумизматиката, архитектурата и топографията. Важни са изследванията му в Беотия и Делфи – Керамопулос е автор на първото гръцко археологическо описание на Делфи (1908). Керамопулос прави разкопки на Атинската агора и в двореца в Микена. Участва в разкопки на Саламин, в Лерин и на други места. В 1932 случайно при спад на водите на Костурското езеро открива праисторическото селище при село Дупяк (Диспилио), като в следващите години провежда там систематични проучвания.
Керамопулос пише и върху по-късната гръцка история – поддръжник е на теорията за автохтонния гръцки произход на власите в Гърция.
Умира през 1959 или 1961 година.

## Трудове
- Οι βόρειοι Έλληνες και το Εικοσιένα, Αθήνα 1938
- Η εθνική μας μουσική και οι χοροί (Ημερολόγιον της Μεγάλης Ελλάδος, 1925)
- Σχολεία τής Τουρκοκρατούμενης Καστοριάς, Αθήνα 1953
- Οι βάρβαροι Μακεδόνες του Δημοσθένους, Επιτροπή εκδόσεων καταλοίπων Σπυρίδωνος Λάμπρου, Αθήνα 1935,
- Οι Έλληνες και οι Βόρειοι Γείτονες, Σύλλογος προς Διάδωσιν των Ελληνικών Γραμμάτων, Αθήνα, 1945
- Σμυρνιάδης Βίων, Κεραμόπουλος, Αντώνιος Δ. 1870 – 1961, Εκδόσεις Αγγ. Αθ. Κλεισιούνης, 1945.
- Θηβαικά
- Κουτσόβλαχοι
- Μακεδονία και Μακεδόνες
- Επίτομος ιστορία του Φιλίππου